# Чиченев, Николай Алексеевич
Николай Алексеевич Чиченёв (23 июля 1938 года) — советский и российский учёный-металлург, специалист в области экспериментальной механики процессов и машин обработки металлов давлением. Доктор технических наук, профессор кафедры «Инжиниринг технологического оборудования» НИТУ "МИСиС". Лауреат Премии Совета Министров СССР (1981 г.), заслуженный деятель науки Российской Федерации (1998 г.), почётный работник высшего профессионального образования РФ (1999 г.)

## Биография
Николай Алексеевич Чиченёв родился 23 июля 1938 года. В 1961 г. закончил Московский энергетический институт по специальности "городской электрический транспорт", получена квалификация "инженер-электромеханик". Работал в Национальном исследовательском технологическом университете "МИСиС", заведовал кафедрой машин
и агрегатов металлургических предприятий. В настоящее время - профессор кафедры «Инжиниринг технологического оборудования» НИТУ "МИСиС".

## Научная и образовательная деятельность
Основная сфера научных интересов Н.А. Чиченёва - экспериментальная механика процессов и машин обработки металлов давлением. Им создано научное направление "агрегаты и непрерывные линии для производства прецизионных и многослойных материалов из труднодеформируемых металлов и сплавов". Научная значимость его работ состоит в создании фундаментальных основ методологии проведения эксперимента, в теоретическом обобщении и развитии современных методов и средств экспериментальной механики. Практическую ценность представляют разработанные Н.А.Чиченевым методики проведения эксперимента, алгоритмы и программы, которые широко используются как при проведении научно-исследовательских работ, так и в учебном процессе. Разработки Н.А. Чиченёва были внедрены на ряде предприятий металлургической и электронной промышленности.
По результатам исследований Н.А. Чиченёвым опубликовано более 300 научных работ, в том числе 16 монографий и учебных пособий для вузов, получено более 40 патентов и авторских свидетельств на изобретения. Более 20 лет работал в составе диссертационных советов в МИСИС, МВМИ и ВНИИМЕТМАШ по присуждению ученых степеней кандидатов и докторов наук по специальностям «Технологии и машины обработки давлением», «Обработка металлов давлением» и «Машины, агрегаты и процессы (металлургическое производство)». Под его руководством подготовлено 12 кандидатских диссертаций.
Много лет являлся членом редколлегий журналов «Сталь», «Чёрные металлы», «Производство проката». Член научно-методического совета по направлению подготовки "Технологические машины и оборудование" в учебно-методическом объединении вузов по высшему политехническому образованию при МГТУ им. Н.Э. Баумана. В 2003-2012 гг. - председатель научно-методического совета по специальности "Металлургические машины и оборудование" в МИСиС.

## Наиболее значимые научные публикации
- Деформации и напряжения при обработке металлов давлением / П.И. Полухин, А.Б. Кудрин, В.К. Воронцов, Н.А. Чиченев. - М.: Металлургия, 1974. – 336 с.
- Экспериментальные методы исследования деформаций и напряжений / Б.С.Касаткин, А.Б. Кудрин, Н.А.Чиченев и др. - Киев: Наукова Думка, 1981.– 584 с
- Чиченев Н. А., Свистунов Е. А. Расчет деталей и узлов металлургических машин: Справочник. - М.: Металлургия, 1985. – 184 с.
- Зарапин Ю. Л., Чиченев Н. А., Чернилевская Н. Г. Производство композиционных материалов обработкой давлением. - М.: Металлургия, 1991. – 351 с.
- Шишко В. Б., Трусов В. А., Чиченев Н. А. Проектирование формоизменения металла при прокатке на сортовых прокатных станах– М.: Издательский дом МИСиС, 2011. – 352 с.

## Основная учебная литература
- Чиченев Н. А. Автоматизация экспериментальных исследований: Учебное пособие. - М.: Металлургия. 1983. – 256 с.
- Кружков В. А., Чиченев Н. А. Ремонт и монтаж металлургического оборудования: Учебник. - М.: Металлургия. 1983. – 256 с.
- Цупров А. Н., Жильцов А. П., Чиченев Н. А. Основы металлургического гидропривода: Учебное пособие. – Липецк: ЛГТУ, 2008. – 306 с.
- Шур И. А., Чиченев Н. А., Горбатюк С. М. Машины и агрегаты металлургического производства: Механическое оборудование для подготовки шихтовых материалов к плавке: Курс лекций. - Изд. дом МИСиС, 2009.– 104 с.
- Технологическое вакуумное оборудование: Учебник. В 2-х частях / Л.В.Кожитов, Н.А.Чиченев и др.– М.: МГИУ, 2010. Часть 1. Вакуумные системы технологического оборудования. – 444 с. Часть 2. Расчет и проектирование вакуумного оборудования для обработки металлов давлением. – 312 с.

## Признание
- Премия Совета Министров СССР «За разработку и внедрение новых физических методов для исследования и совершенствования металлургических процессов и конструкций новой техники». Постановление СМ СССР от 18 апреля 1981г.; диплом №00708.
- От имени Президиума Верховного совета СССР решением исполкома Московского городского совета народных депутатов от 26 февраля 1997г. награждён медалью «Ветеран труда».
- Медаль «В память 850-летия Москвы». Удостоверение Б №0024907. Указ Президента Российской Федерации от 26 февраля 1997 года.
- Заслуженный деятель науки Российской Федерации. Указ Президента Российской Федерации от 11 сентября 1998 г. Удостоверение З № 76764.
- Почетный работник высшего профессионального образования РФ. Приказ Министра от 08.12.1999г № 08-366. Удостоверение ВПО № 4631.